# Tomomyza guillarmodi
Tomomyza guillarmodi är en tvåvingeart som beskrevs av Hesse 1956. Tomomyza guillarmodi ingår i släktet Tomomyza och familjen svävflugor. Inga underarter finns listade i Catalogue of Life.